# Kristian Kiehling
Kristian Erik Kiehling (ur. 17 września 1976 we Holstebro, w Danii) – niemiecki aktor teatralny, filmowy i telewizyjny.

## Życiorys
Urodził się we Holstebro w Danii. Wychowywał się w Niemczech.
Po ukończeniu szkoły średnie, w latach 1997–2000 studiował na Uniwersytecie Mozarteum w Salzburgu w Austrii. Występował w teatrach: Schauspiel Köln (2001–2002) w Kolonii i Theaterhaus Stuttgart w Stuttgarcie. W 2008 wystąpił jako Aleksander w produkcji Oxford Street na londyńskiej scenie Royal Court Theatre.
Na szklanym ekranie po raz pierwszy pojawił się jako Kalle w serialu Alphateam – Die Lebensretter im OP (1997). W filmie telewizyjnym ZDF Inga Lindström: Taniec przeszłości (Inga Lindström: Schatten der Vergangenheit, 2011) wystąpił w roli zdolnego choreografa Jonasa Lakssona. Grał też w brytyjskim dramacie sportowym Will (2011) z Damianem Lewisem, a także w operze mydlanej BBC EastEnders (2014–15) jako Aleks Shirovs.

## Filmografia

### Filmy
- 2004: Bez limitu (Autobahnraser) jako Ecki
- 2004: Słoneczna Ibiza (Pura vida Ibiza) jako Ben
- 2005: Tsunami jako Jan
- 2006: Telefon 110 (Polizeiruf 110) jako Helge Dombrowski
- 2007: Łzy mojej matki (Die Tränen meiner Mutter) jako Micha
- 2007: Słodka jak cukierek (I Want Candy) jako Niemiec
- 2008: Nowa Ziemia (Novaya Zemlya) jako porucznik Anderson
- 2008: Far Cry jako Jack Carver
- 2008: Przepowiednia końca (Das Papstattentat) jako Andrea Conti – Młody
- 2009: Rumpelsztyk (Rumpelstilzchen, TV) jako Książę Moritz
- 2011: Will jako Alek
- 2020: One Breath jako Rupert

### Seriale TV
- 1998: Balko jako Axel Langensiep
- 2013: Verbotene Liebe jako Juri Adam
- 2014–2015: EastEnders jako Aleks Shirovs
- 2019: Aktenzeichen XY... ungelöst